# Afrodite Zegers
Afrodite Zegers, geboren als Afrodite Kyranakou (Grieks: Αφροδίτη Κυρανάκου) (Athene, 2 december 1991), is een Nederlandse zeilster die uitkomt in de olympische zeilklasse 470.
Ze is afkomstig uit Griekenland en startte met zeilen op 9-jarige leeftijd in de Optimist en nam daarmee deel aan internationale jeugdwedstrijden. 
Haar beste resultaat in de Optimist-klasse was een zilveren medaille in 2004 op het EK in Zweden. Vier jaar later op het WK 2008 in de zeilklasse 420 behaalde ze een bronzen medaille. Daarna maakte de zeilster definitief de overstap naar de olympische  zeilklasse 470.
In 2010 emigreerde Zegers naar Nederland en werd opgenomen in de Delta Lloyd-talentploeg. 
Samen met Jeske Kisters werd ze wereldkampioen op het jeugd-WK in Nieuw-Zeeland. Zegers maakt sinds 2012 deel uit van de Nederlandse kernploeg 470 van het Koninklijk Nederlands Watersport Verbond en vormde samen met haar zeilpartner Anneloes van Veen ATeam470. In september 2012 startte het duo met de campagne voor de Olympische Spelen van 2016 in Rio de Janeiro.
Zegers voltooide in 2014 de naturalisatie-procedure, noodzakelijk om Nederland te kunnen vertegenwoordigen op de Olympische Zomerspelen. Op 25 april 2015 bereikte ze met Van Veen de nationale selectie voor Rio de Janeiro. Bij het WK in Haifa plaatsten ze zich definitief voor deelname aan de Olympische Spelen.
Zegers en Van Veen behaalden op de Olympische Spelen van Rio de Janeiro in de 470-klasse een vierde plaats. In september 2016 kondigde het duo aan dat ze samen verder gingen en een tweede olympische campagne startten om deel te kunnen nemen aan de Olympische Spelen van 2020 in Tokio. 
Tijdens de eerste World Cup van de nieuwe olympische campagne wonnen Zegers en Van Veen goud. Hierdoor bereikten ze voor de eerste keer in hun carrière de eerste plaats op de ISAF-wereldranglijst. In 2017 wordt het duo Europees kampioen, winnen drie worldcup wedstrijden en voeren het gehele jaar ISAF-wereldranglijst aan. 
In oktober 2018 staakte het duo de samenwerking wegens onvoldoende toekomstperspectief.
Zegers vervolgde de Olympische campagne met Lobke Berkhout als nieuwe zeilpartner. Op de Olympische Spelen in Tokio in 2021 eindigde het 470-duo op de tiende plaats.

## Resultaten 470
| Jaar | Evenement          | Land                      | Partner           | Resultaat |
| ---- | ------------------ | ------------------------- | ----------------- | --------- |
| 2018 | Testevent          | Vlag van Griekenland      | Anneloes van Veen | 1 [ 9 ]   |
| 2018 | Worldcup Miami     | Vlag van Verenigde Staten | Anneloes van Veen | 4e        |
| 2017 | Worlds             | Vlag van Griekenland      | Anneloes van Veen | 4e        |
| 2017 | Worldcup Santander | Vlag van Spanje           | Anneloes van Veen | 2 [ 10 ]  |
| 2017 | Europeans          | Vlag van Monaco           | Anneloes van Veen | 1 [ 11 ]  |
| 2017 | Worldcup Hyeres    | Vlag van Frankrijk        | Anneloes van Veen | 1 [ 12 ]  |
| 2017 | Worldcup Mallorca  | Vlag van Spanje           | Anneloes van Veen | 1 [ 13 ]  |
| 2017 | Worldcup Miami     | Vlag van Verenigde Staten | Anneloes van Veen | Goud      |
| 2016 | OS Rio de Janeiro  | Vlag van Brazilië         | Anneloes van Veen | 4e        |
| 2016 | Worlds             | Vlag van Argentinië       | Anneloes van Veen | 9e        |
| 2016 | Europeans          | Vlag van Spanje           | Anneloes van Veen | Zilver    |
| 2015 | Worlds             | Vlag van Israël           | Anneloes van Veen | 5e        |
| 2015 | Europeans          | Vlag van Denemarken       | Anneloes van Veen | 5e        |
| 2014 | Worlds             | Vlag van Spanje           | Anneloes van Veen | 10e       |
| 2020 | OS Rio de Janeiro  | Vlag van Japan            | Lobke Berkhout    | 10e       |
| 2014 | Europeans          | Vlag van Griekenland      | Anneloes van Veen | 6e        |